# Crocidura elongata
Crocidura elongata är en däggdjursart som beskrevs av Miller och Hollister 1921. Crocidura elongata ingår i släktet Crocidura och familjen näbbmöss. IUCN kategoriserar arten globalt som livskraftig. Inga underarter finns listade i Catalogue of Life.
Denna näbbmus förekommer på nästan hela Sulawesi med undantag av de sydliga halvöarna. Den vistas i regioner som ligger 200 till 2000 meter över havet. Crocidura elongata lever främst i regnskogar men det kan i viss mån anpassa sig till landskapsförändringar.